# Zalewo
Zalewo (germană Saalfeld) este un oraș în Polonia.